# Gustaf De Geer (1920–2003)
Gustaf Oscar Gerhard De Geer, född 22 november 1920 i Stockholm, död där 23 september 2003, var en svensk militär och ryttare. Han var sonson till  Gustaf De Geer (1859–1945) .
De Geer avlade studentexamen 1940 och officersexamen 1943. Han blev löjtnant i kavalleriet 1946 och ryttmästare 1955. De Geer övergick 1960 till ingenjörtrupperna som kapten, men återgick till kavalleriet 1964 som ryttmästare på reservstat. Därefter var han verksam inom näringslivet. De Geer tävlade inom banhoppning. Han tävlade för K1 IF. De Geer tävlade även för Sverige vid olympiska sommarspelen 1960 i Rom. Han var en del av Sveriges lag som blev oplacerade i lagtävlingen i hoppning.